# روبرتو غامارا (لاعب كرة قدم)
روبرتو غامارا (بالإسبانية: Roberto Gamarra) هو لاعب كرة قدم ومدرب كرة قدم باراغواياني في مركز الهجوم، ولد في 11 مايو 1981 في كازابا ‏ في باراغواي. لعب مع ديبورتيس توليما وسبورتيفو لوكوينو ونادي أوهيجينس ونادي ليبرتاد وناسيونال أسونسيون.

## مراجغ
1. ↑  "معلومات عن روبرتو غامارا (لاعب كرة قدم) على موقع transfermarkt.com". transfermarkt.com. مؤرشف من الأصل في 2021-05-20.
2. ↑  "معلومات عن روبرتو غامارا (لاعب كرة قدم) على موقع fbref.com". fbref.com. مؤرشف من الأصل في 2023-05-21.
3. ↑  "معلومات عن روبرتو غامارا (لاعب كرة قدم) على موقع int.soccerway.com". int.soccerway.com. مؤرشف من الأصل في 2017-09-21.

## وصلات خارجية
- روبرتو غامارا (لاعب كرة قدم) على موقع قاعدة بيانات كرة القدم.إي يو (الإنجليزية)
- روبرتو غامارا (لاعب كرة قدم) على موقع Soccerway.com (الإنجليزية)
- روبرتو غامارا (لاعب كرة قدم) على موقع AS.com (الإسبانية)